# Liste der höchsten Bauwerke in Wuppertal

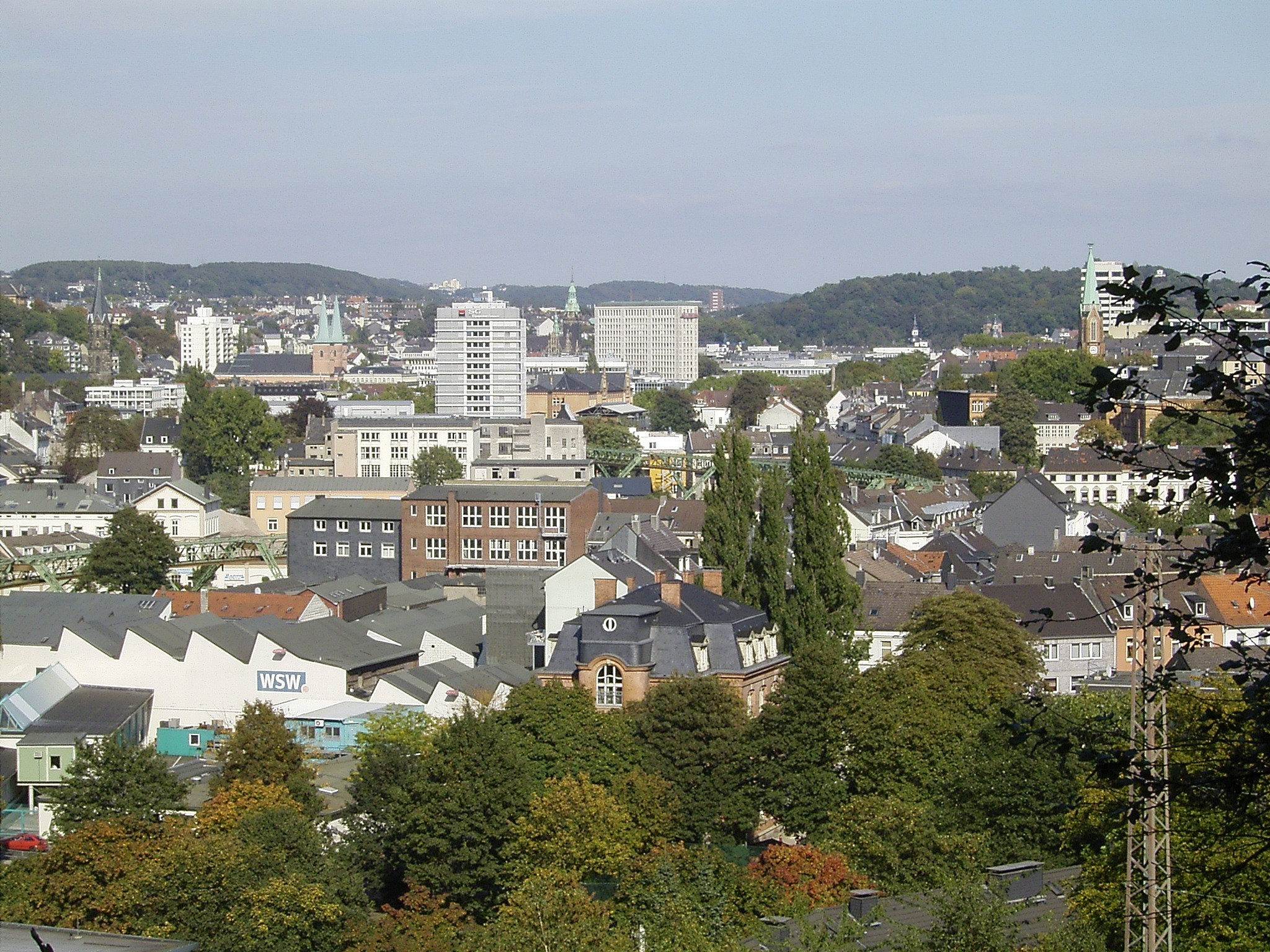
Die „Skyline“ von Wuppertal-Elberfeld. Zu sehen ist von links nach rechts: GEFA-Hochhaus, Glanzstoff-Hochhaus und halb verdeckt am Rand das Hochhaus der Stadtsparkasse

Die Liste der höchsten Bauwerke in Wuppertal enthält Bauwerke aller Kategorien, die in der Großstadt Wuppertal stehen, standen oder geplant sind.
Wuppertal besitzt nur wenige Hochhäuser. Die Skyline des Stadtkerns Elberfeld ist geprägt von dem markanten Hochhaus der Stadtsparkasse, dessen Glasscheiben blau getönt sind. Daneben sind in diesem Tal das Glanzstoff-Hochhaus und das GEFA-Hochhaus weithin sichtbar. Das Justizhochhaus auf der Gerichtsinsel wurde abgerissen und durch einen niedrigeren Bau ersetzt. Im Barmer Stadtkern sind das Appartementhaus Vorwerk, das Gebäude des Finanzamts und das Wohnhochhaus an der August-Mittelsten-Scheidt-Straße markant. Wohnkomplexe, wie sie mit Eckbusch, Elfenhang, Röttgen, Nützenberg oder Tesche in den 1960ern und 1970ern entstanden, wurden in den Höhenlagen am Rand der Stadt erbaut.
Auf den Höhen befinden sich auch einige Wassertürme sowie zwei Fernmeldetürme, die weithin sichtbar sind. Um die Sicht auf die Stadt weiterhin ungehindert genießen zu können, sind um die Jahrhundertwende einige Aussichtstürme durch wohlhabende Bürger Elberfelds und Barmens errichtet worden. Obwohl noch erhalten sind mehrere aus baupolizeilichen Gründen für die Öffentlichkeit nicht mehr zugänglich (Bismarckturm, Von-der-Heydt-Turm, Weyerbuschturm).

## Hohe Gebäude
In diesem Abschnitt sind alle hohen Gebäude, also Hochhäuser, gelistet. Nach der Definition der Bauordnung ist ein Bauwerk ein Hochhaus, wenn der Fußboden mindestens eines Aufenthaltsraumes mehr als 22 Meter über der Geländeoberfläche liegt. Primär stammen die Nennungen in der folgenden Liste aus der Datenquelle Emporis, diese stufen Häuser höher als 12 Etagen als Hochhäuser ein. In Wuppertal gibt es 70 Hochhäuser.
In dieser Liste sind Gebäude ab zehn Etagen berücksichtigt.
| Name                                  | Höhe in m | Höhe in Etagen | Baujahr  | Konstruktionstyp | Bemerkungen                                 |
| ------------------------------------- | --------- | -------------- | -------- | ---------------- | ------------------------------------------- |
| Hotel Kaiserhof (4. Bau)              |           | 20             | > 2007   | Hotel            | geplant gewesen, aber Planungen abgebrochen |
| Barmer Rathaus                        | 110       | 18             | > 1913   | Rathausturm      | geplant, aber nie ausgeführt                |
| Hochhaus der Stadtsparkasse           | 75        | 19             | 01973    | Bürogebäude      | Als Baudenkmal eingestuft                   |
| Justizhochhaus                        | 72        | 18             | 01964    | Bürogebäude      | 2002 niedergelegt                           |
| Glanzstoff-Hochhaus                   | 47        | 15             | 01958    | Bürogebäude      | Als Baudenkmal eingestuft                   |
| Wohnhochhaus Elfenhang                |           | 16             |          | Wohnhochhaus     |                                             |
| Am Eckbusch 41                        | 58        | 16             | 01970/73 | Wohnhochhaus     | Wohnkomplex Eckbusch                        |
| Am Eckbusch 39                        | 58        | 16             | 01970/73 | Wohnhochhaus     | Wohnkomplex Eckbusch                        |
| Hans-Böckler-Straße 179               | ~ 42      | 15             | 01968/69 | Wohnhochhaus     | Wohnkomplex Röttgen                         |
| GEFA-Hochhaus                         | ~ 42      | 14             | 01969/70 | Bürogebäude      |                                             |
| Röttgen 120                           | ~ 39      | 14             | 01969    | Wohnhochhaus     | Wohnkomplex Röttgen                         |
| Röttgen 130                           | ~ 39      | 14             | 01969    | Wohnhochhaus     | Wohnkomplex Röttgen                         |
| In den Siepen 35                      | ~ 39      | 14             | 01969    | Wohnhochhaus     | Wohnkomplex Röttgen                         |
| Domagkweg 12                          |           | 14             | 01964    | Wohnhochhaus     |                                             |
| Am Eckbusch 35                        | 51        | 14             |          | Wohnhochhaus     | Wohnkomplex Eckbusch                        |
| Theodor-Heuss-Straße 119              |           | 13             |          | Wohnhochhaus     |                                             |
| In den Siepen 30                      | ~ 36      | 13             |          | Wohnhochhaus     | Wohnkomplex Röttgen                         |
| Theodor-Heuss-Straße 50               | ~ 36      | 13             |          | Wohnhochhaus     | Wohnkomplex Röttgen                         |
| August-Mittelsten-Scheid-Straße 32–36 |           | 13             | 01976/80 | Wohnhochhaus     |                                             |
| Appartementhaus Vorwerk               |           | 12             | 01954    | Wohnhochhaus     | Als Baudenkmal eingestuft                   |
| Sternenberg 65                        |           | 12             | 01973/75 | Wohnhochhaus     |                                             |
| Am Eckbusch 43                        | 43        | 12             | 01970/73 | Wohnhochhaus     | Wohnkomplex Eckbusch                        |
| Hochhaus des Helios Klinikum          |           | 12             | 01972    | Krankenhaus      | Haus 5                                      |
| Hochhaus der E/D/E                    |           | 11             | 01998    | Bürogebäude      |                                             |
| Röttgen 173                           | ~ 30      | 11             |          | Wohnhochhaus     | Wohnkomplex Röttgen                         |
| Heinrich-Böll-Straße 200              |           | 11             | 1961     | Wohnhochhaus     | Wohnkomplex Heinrich-Böll-Straße            |

## Hohe Bauwerke
In diesem Abschnitt sind alle hohen Bauwerke gelistet, deren Höhe bekannt ist oder als Turm bezeichnet wird.
| Name                                     | Höhe in m | Baujahr  | Konstruktionstyp    | Bemerkungen                                                                        |
| ---------------------------------------- | --------- | -------- | ------------------- | ---------------------------------------------------------------------------------- |
| Heizkraftwerk Elberfeld                  | 198       | 01981    | Schornstein         | der höhere Schornstein ersetzte zwei ältere                                        |
| Heizkraftwerk Barmen                     | 135       | 01930    | Schornstein         | 2011 niedergelegt                                                                  |
| Fernmeldeturm Westfalenweg               | 128       | 01978    | Fernmeldeturm       |                                                                                    |
| Barmer Rathaus                           | 110       | >1913    | Rathausturm         | geplant, aber nie ausgeführt                                                       |
| Sendemast Küllenhahn                     | > 100     | < 1990er | Sendemast           | nach 1998 niedergelegt                                                             |
| Fernmeldeturm Küllenhahn                 | 099,5     | 01956    | Fernmeldeturm       |                                                                                    |
| Windkraftanlage AWG                      | 087       | 02002    | Windkraftanlage     |                                                                                    |
| St. Antonius-Kirche (3. Bau)             | > 80      | 01880/83 | Kirchturm           |                                                                                    |
| Elberfelder Rathaus                      | 079       | 01900    | Rathausturm         |                                                                                    |
| Klärwerk Buchenhofen                     | 076       |          | Schornstein         |                                                                                    |
| Hochhaus der Stadtsparkasse              | 075       | 01973    | Bürogebäude         |                                                                                    |
| Barmer Christuskirche                    | 075       | 01887    | Kirchturm           | 1943 zerstört                                                                      |
| Justizhochhaus                           | 072       | 01964    | Bürogebäude         | 2002 niedergelegt                                                                  |
| Elberfelder Christuskirche               | 070       | 01901    | Kirchturm           |                                                                                    |
| Gemarker Kirche (2. Bau)                 | 070       | 01890    | Kirchturm           | 1943 zerstört                                                                      |
| Gasbehälter Heckinghausen                | 066       | 01952    | Scheibengasbehälter | bis 1997 in Betrieb                                                                |
| Friedhofskirche                          | 064       | 01898    | Kirchturm           |                                                                                    |
| Neuer Hatzfelder Wasserturm              | 063       | 01986    | Wasserturm          |                                                                                    |
| Neue reformierte Kirche                  | 063       | 01858    | Kirchturm           |                                                                                    |
| Trinitatiskirche                         | 056,75    | 01878    | Kirchturm           |                                                                                    |
| Erfurt und Sohn KG                       | 056       |          | Schornstein         |                                                                                    |
| Nächstebrecker Wasserturm                | 053,15    | 01975    | Wasserturm          |                                                                                    |
| Lichtscheider Wasserturm                 | 053,15    | 01975    | Wasserturm          |                                                                                    |
| St. Johann Baptist (1. Bau)              | 052,9     | 01890    | Kirchturm           | 1943 beschädigt                                                                    |
| Asphaltmischwerk Nächstebreck            | 051       | 02011    | Schornstein         |                                                                                    |
| St. Joseph                               | 050       | 01911    | Kirchturm           |                                                                                    |
| Turmbahn am Toelleturm                   | 050       | 01897    | Aussichtsturm       | 1908 nach Köln-Lindenthal versetzt                                                 |
| Reformierte Kirche Ronsdorf              | 048,7     | 01858    | Kirchturm           |                                                                                    |
| Diakoniekirche                           | 047,8     | 01850    | Kirchturm           |                                                                                    |
| Möbecker Gasbehälter                     | 047,3     | 01958    | Kugelgasbehälter    |                                                                                    |
| Glanzstoff-Hochhaus                      | 047       | 01958    | Bürogebäude         |                                                                                    |
| St. Antonius-Kirche (4. Bau)             | 047       | 01969/73 | Kirchturm           | Wiederaufbau mit verändertem Turm                                                  |
| Pauluskirche                             | 047       | 01882    | Kirchturm           |                                                                                    |
| Lutherkirche (Heidt)                     | 046       | 01910    | Kirchturm           | Mit Turmkreuz, ursprüngliche Höhe mit erstem Turmkreuz 48,6 m                      |
| Alter Hatzfelder Wasserturm              | 046       | 01904    | Wasserturm          | 1953 durch Dachumbau von 46 m auf 40,6 m verkleinert, seit 1985 nicht mehr genutzt |
| Hauptkirche Sonnborn                     | 045       | 01926    | Kirchturm           |                                                                                    |
| Alter Lichtscheider Wasserturm           | 044,4     | 01903    | Wasserturm          | 1977 niedergelegt                                                                  |
| Helios Klinikum Wuppertal                | 044       |          | Schornstein         | 2014 von 44 m auf 22 m verringert                                                  |
| Atadösken                                | 043,5     | 01927    | Wasserturm          |                                                                                    |
| GEFA-Hochhaus                            | ~ 42      | 01969/70 | Bürogebäude         |                                                                                    |
| Hans-Böckler-Straße 179                  | ~ 42      | 01968/69 | Wohnhochhaus        | Wohnkomplex Röttgen                                                                |
| St. Johann Baptist (2. Bau)              | 040,7     | 01950    | Kirchturm           | Wiederaufbau mit verändertem Turmdach                                              |
| Röttgen 120                              | ~ 39      | 01969    | Wohnhochhaus        | Wohnkomplex Röttgen                                                                |
| Röttgen 130                              | ~ 39      | 01969    | Wohnhochhaus        | Wohnkomplex Röttgen                                                                |
| In den Siepen 35                         | ~ 39      | 01969    | Wohnhochhaus        | Wohnkomplex Röttgen                                                                |
| Unterbarmer Hauptkirche                  | 038,5     | 01828/32 | Kirchturm           |                                                                                    |
| Vohwinkeler Rathaus                      | 038,5     | 01898    | Rathausturm         |                                                                                    |
| Hahnerberger Wasserturm                  | 038       | 01892    | Wasserturm          | 1939 niedergelegt                                                                  |
| Sendeanlage Friedenshain                 | 035       | 01925    | Sendemasten         | 1927 stillgelegt, wenig später demontiert                                          |
| Wasserturm Roßkamper Höhe                | 034       | 01934    | Wasserturm          |                                                                                    |
| Herbringhauser Talsperre                 | 034       | 01902    | Staumauer           |                                                                                    |
| Sternenberg 65                           | ~ 33      | 01973/75 | Wohnhochhaus        | Wohnkomplex Röttgen                                                                |
| Röttgen 173                              | ~ 30      |          | Wohnhochhaus        | Wohnkomplex Röttgen                                                                |
| Toelleturm                               | 026       | 01888    | Aussichtsturm       |                                                                                    |
| Weyerbuschturm                           | 025       | 01898    | Aussichtsturm       |                                                                                    |
| Kirche der Heiligen Gottesmutter         | 025       | 01910    | Kirchturm           |                                                                                    |
| Thomaskirche                             | 025       | 01910    | Kirchturm           |                                                                                    |
| St. Michael-Kirche                       | 024       | 01963    | Glockenturm         |                                                                                    |
| Barmer Kriegerdenkmal                    | 024       | 01874    | Aussichtsturm       | 1951 niedergelegt                                                                  |
| Elberfelder Bismarckturm                 | 022       | 01907    | Bismarckturm        |                                                                                    |
| Hochbunker Rott                          | 021,5     | 01942/43 | Hochbunker          |                                                                                    |
| Hochbunker Schusterplatz                 | 021,5     | 01942/43 | Hochbunker          |                                                                                    |
| Elisenturm                               | 021       | 01838    | Aussichtsturm       |                                                                                    |
| Ronsdorfer Talsperre                     | 021       | 01899    | Staumauer           |                                                                                    |
| Luftschutzturm an der Unterstraße        | 021       | 01940er  | Luftschutzturm      |                                                                                    |
| Kamin Jansenkotten                       | 020       | 01858    | Schornstein         | Nur der Kamin des Schleifkottens ist erhalten                                      |
| Von-der-Heydt-Turm                       | 020       | 01892    | Aussichtsturm       |                                                                                    |
| Wasserturm des Steinbecker Betriebswerks | 018       | 01873    | Wasserturm          | 1966 niedergelegt                                                                  |
| Ronsdorfer Feuerwehrturm                 | 016       | 01892    | Steigerturm         |                                                                                    |
| Wasserturm des Steinbecker Bahnhofs      | 010,25    | 01866    | Wasserturm          |                                                                                    |
| Belvedere-Turm                           |           | 01896    | Aussichtsturm       |                                                                                    |
| Ronsdorfer Wasserturm                    |           | 01903    | Wasserturm          | Kurz nach 1945 niedergelegt                                                        |
| Neuenhauser Wasserturm                   |           | 01888    | Wasserturm          | 1966 niedergelegt                                                                  |
| Dönberger Wasserturm                     |           |          | Wasserturm          | niedergelegt                                                                       |
| Tescher Wasserturm                       |           |          | Wasserturm          | niedergelegt                                                                       |
| Wasserturm des Vohwinkler Bahnhofs       |           |          | Wasserturm          | niedergelegt                                                                       |
| Sendemast Auf der Königshöhe             |           |          | Sendemast           |                                                                                    |

## Aussichtsplattformen
In diesem Abschnitt sind alle Bauwerke gelistet, die für den öffentlichen Besucherverkehr bestimmt sind oder jemals waren.
| Name                              | Höhe in m | Baujahr | Bemerkungen |
| --------------------------------- | --------- | ------- | --- |
| Hochhaus der Stadtsparkasse       | 75        | 1973    | In der 16. Etage befand sich ein öffentliches Café/Restaurant.                                                                                 |
| Gasbehälter Heckinghausen         | 67        | 1952    | Mit dem Umbau des ehemaligen Gasbehälters, der als Baudenkmal geschützt ist, wurde im Juni 2019 auf dem Dach eine Aussichtsplattform eröffnet. |
| Turmbahn am Toelleturm            | 50        | 1895    | 1908 niedergelegt |
| Hahnerberger Wasserturm           | 38        | 1892    | Bis 1906 diente er auch als Aussichtsturm, 1939 niedergelegt                                                                                   |
| Toelleturm                        | 26        | 1888    | Als Baudenkmal geschützt. |
| Weyerbuschturm                    | 25        | 1898    | Als Baudenkmal geschützt. |
| Barmer Kriegerdenkmal             | 24        | 1874    | Kriegerdenkmal 1870/71, 1951 niedergelegt |
| Elberfelder Bismarckturm          | 22        | 1907    | Bismarckturm, als Baudenkmal geschützt. |
| Elisenturm                        | 21        | 1838    | Als Baudenkmal geschützt. |
| Von-der-Heydt-Turm                | 20        | 1892    | Als Baudenkmal geschützt. |
| Belvedere-Turm                    |           | 1896    | Als Baudenkmal geschützt. |
| Aussichtsturm Kaiser-Wilhelm-Höhe |           |         | niedergelegt |
| Aussichtsturm Königshöhe          |           |         | niedergelegt |
| Aussichtsturm Jägerhof            |           |         | niedergelegt |